# Луна 17
Луна 17 е апарат, изстрелян от СССР по програмата Луна с цел изследване на Луната. Апаратът е изстрелян от околоземна орбита към Луната и влиза в окололунна орбита на 15 ноември 1970 г. след две корекции на курса. На 17 ноември 1970 г. в 03:46 ст. време е осъществено меко кацане в областта на Морето на Дъждовете на място с координати 38°17' с. ш. и 35° з. д. на около 2500 km от мястото на кацане на Луна 16. Луноход 1 слиза на повърхността на Луната и провежда изследвания в продължение на 322 земни дни.
Луна 17 продължава успеха на СССР в автоматичните изследвания на Луната. Луноход 1 е първият апарат на повърхността на друго небесно тяло, който може да се придвижва самостоятелно.